# Pfarrkirche Gorentschach

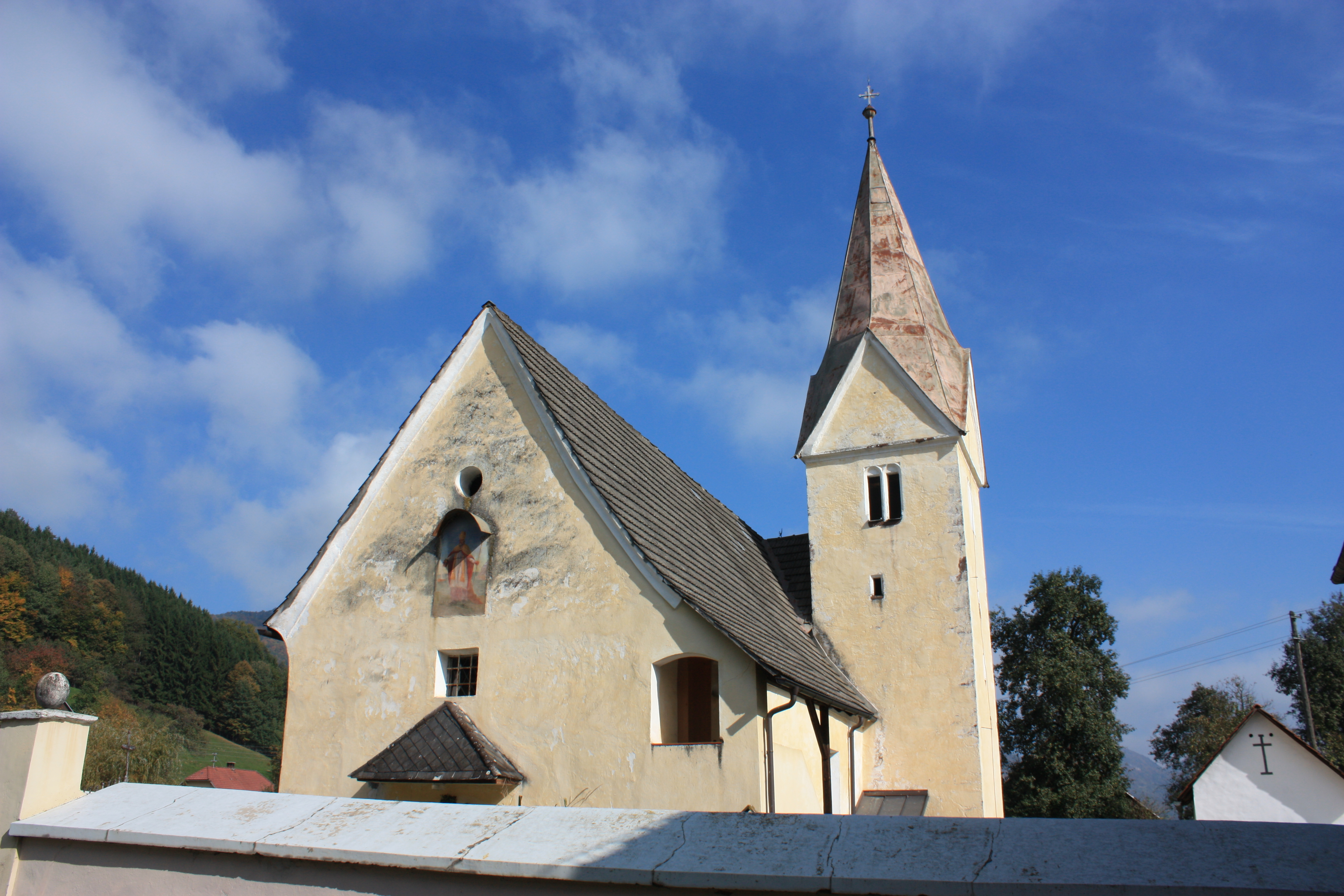

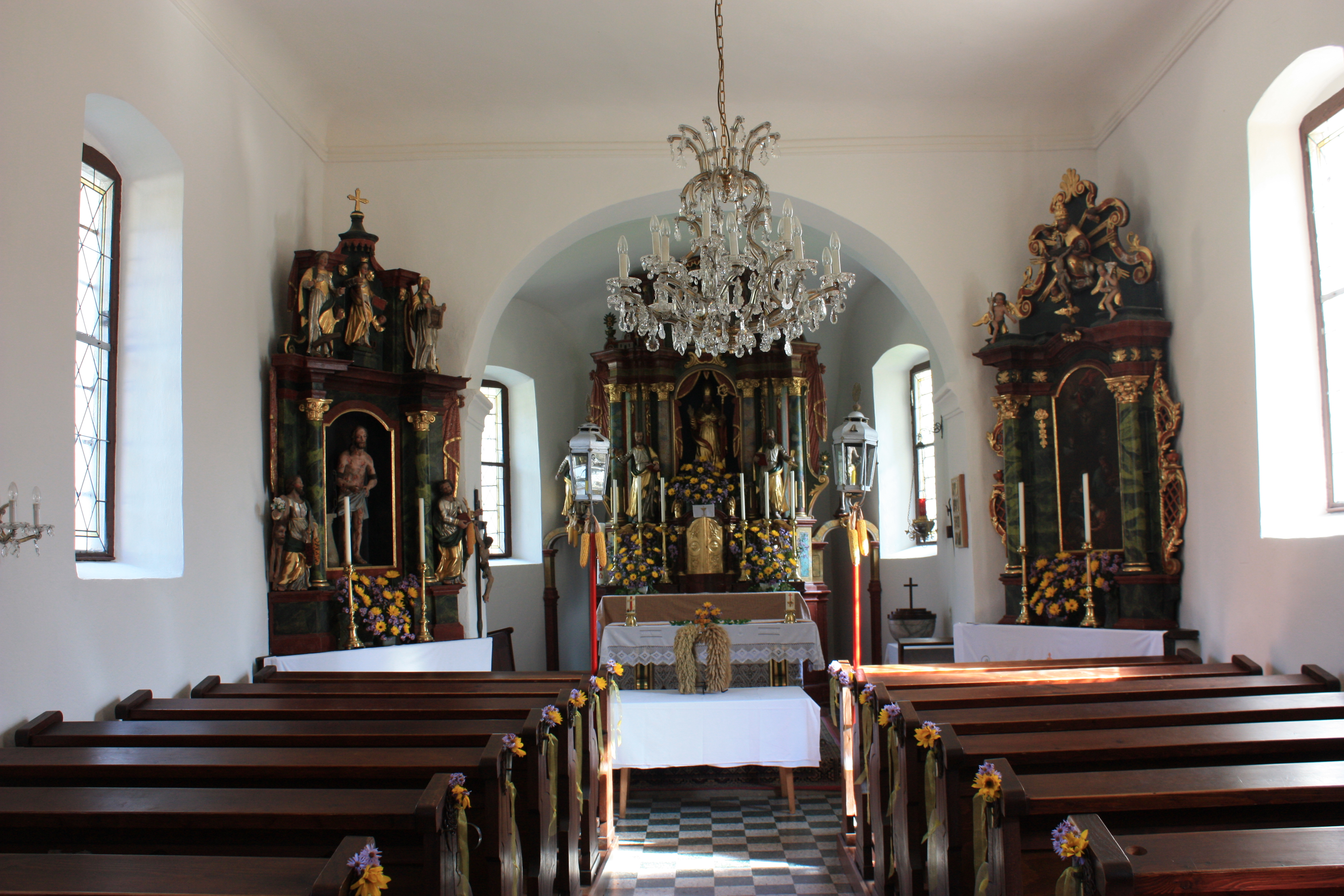

Die römisch-katholische Pfarrkirche Gorentschach in der Ortschaft St. Nikolai in der Gemeinde Ruden ist dem heiligen Nikolaus geweiht. 1091 wurde das Gut „Gorensing“ mit der dazugehörigen Kirche dem neu gegründeten Stift St. Paul im Lavanttal geschenkt, das in der Nähe Silbergruben betrieb. Später kam die Kirche zum Stift Griffen und gehörte zur St. Agnes bei Völkermarkt. Erst in den 1780er Jahren wurde die Kirche eine eigenständige Pfarre.

## Baubeschreibung
Die Kirche ist ein kleiner, einfacher Bau. Der gotische Turm an der Südseite des Chores besitzt profilierte Zwillingsfenster im Glockengeschoß und wird von einem Spitzdach bekrönt. Eine Glocke goss 1705 Anton Cosmatschin. Über dem Rundbogenportal im Westen befindet sich ein Wappenstein von 1642.
Das bei dem Umbau von 1827 nach Westen verlängerte Langhaus ist flach gedeckt. Die 2010 erneuerte Westempore ist von außen von Süden begehbar. Ein rundbogiger Triumphbogen verbindet das Langhaus und den barockisierten tonnengewölbten Chor mit Dreiachtelschluss. Die Sakristei im Turmerdgeschoß hat ein Kreuzgratgewölbe.

## Einrichtung
Der nachbarocke Hochaltar des 19. Jahrhunderts birgt in der Mittelnische die Figur des Kirchenheiligen. Zwischen den Säulen stehen die Statuen der Apostelfürsten Petrus und Paulus, über den Opfergangsportalen die des Apostels Johannes und des heiligen Sebastian. In der Aufsatznische ist die heilige Agnes auf einer Wolke zu sehen. Seitlich sind auf Postamenten die Skulpturen der Heiligen Florian und Laurentius aufgestellt.
Der linke Seitenaltar trägt in der Mittelnische einen Schmerzensmann und seitlich den Apostel Bartholomäus und einen Heiligen ohne Attribute. Im Aufsatz wird die Mittelfigur der heiligen Barbara von den Heiligen Katharina und Veronika flankiert.
Der um 1720/1730 entstandene rechte Seitenaltar zeigt am Altarblatt den Unterricht Mariens und im Aufsatz eine plastische Darstellung des Gnadenstuhles.